# جائزة كندا الكبرى 1998
جائزة كندا الكبرى 1998 هو سباق فورمولا 1 أقيم بتاريخ 7 يونيو 1998 في حلبة جيل فيلنوف، مونتريال، كندا. كان السابع من أصل 16 في بطولة العالم لسباقات الفورمولا واحد موسم 1998. حلّ الألماني مايكل شوماخر أولا بينما جاء الإيطالي جانكارلو فيزيكيلا في المركز الثاني وحصل على المركز الثالث البريطاني إدي إيرفين.